# Landschulheim Herrlingen
Das Landschulheim Herrlingen war eine von den Schwestern Clara Weimersheimer (1883–1963) und Anna Essinger (1879–1960) im Jahre 1926 mit der Unterstützung weiterer Geschwister in Herrlingen gegründete reformpädagogische Einrichtung, die 1933 von Anna Essinger nach Otterden (Lage) in Großbritannien verlegt wurde und dort mit vielen aus Deutschland mitgekommenen Schülern als Bunce Court School fortbestand. Der in Deutschland verbliebene Teil der Schüler wurde unter der Leitung von Hugo Rosenthal (1887–1980) bis 1939 als „Jüdisches Landschulheim Herrlingen“ weitergeführt. Für Hildegard Feidel-Mertz zählen das Landschulheim Herrlingen und die daraus hervorgegangene Bunce Court School zu den signifikantesten Beispielen für die Verdrängung des pädagogischen Fortschritts durch die Nationalsozialisten und somit zu einer der wichtigsten der aus Deutschland vertriebenen Schulen im Exil.

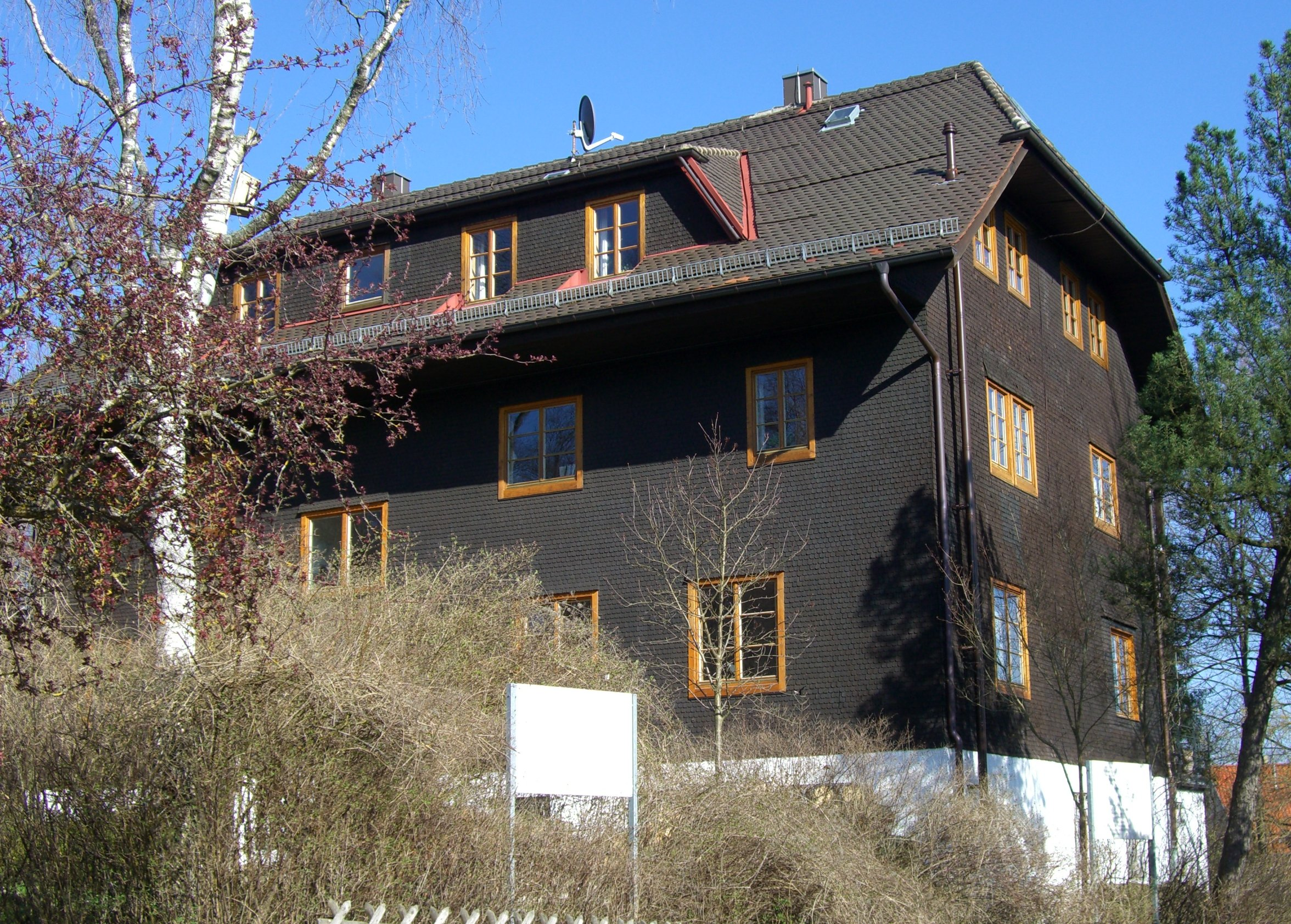
Das Haupthaus des Landschulheims Herrlingen, 2007, mit der 1988 erstellten Informationstafel

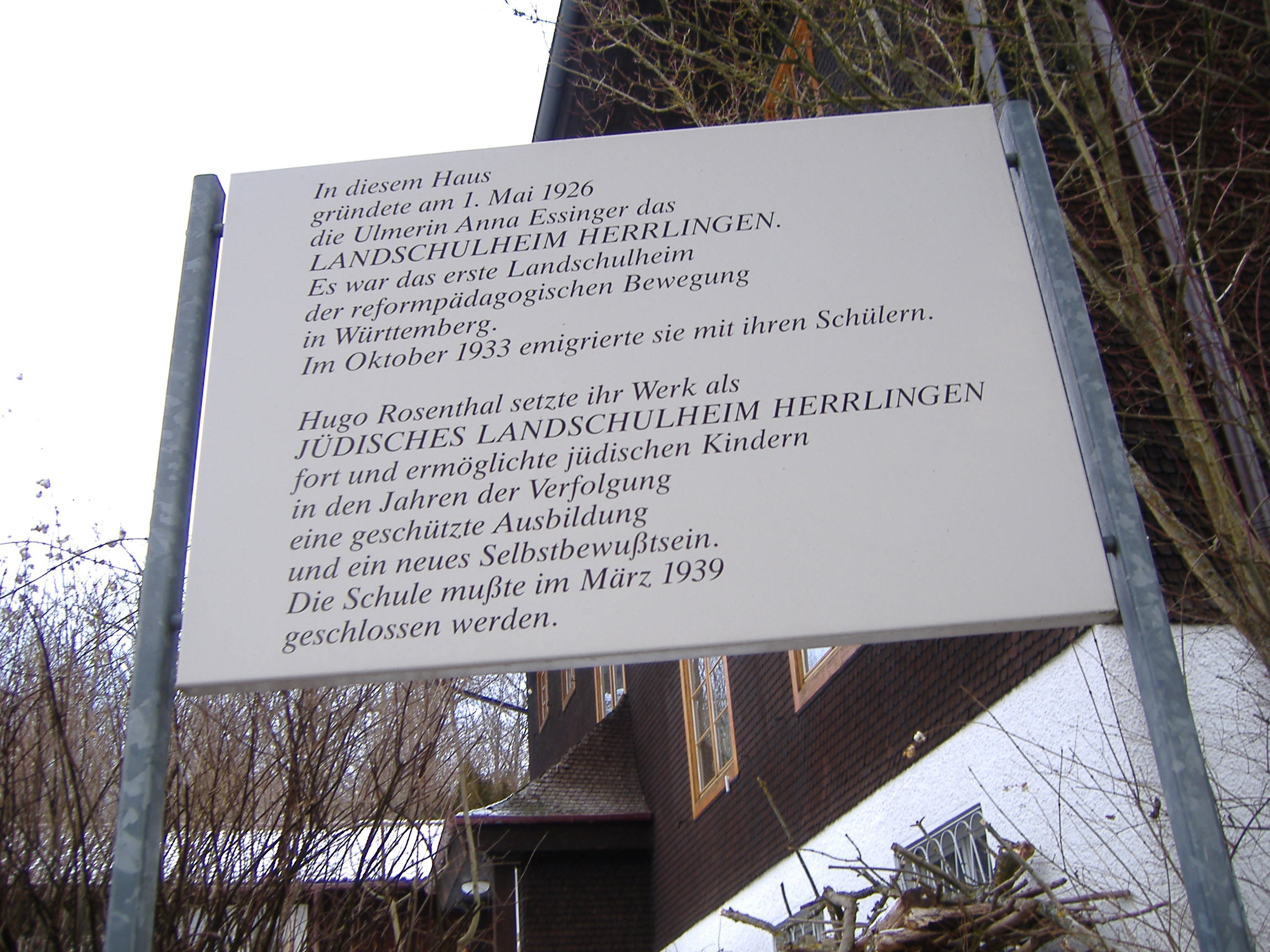
Informationstafel am Haupthaus des einstigen Landschulheims

## Gründungsgeschichte
Seit 1912 leitete Clara Weimersheimer in Herrlingen ein Kinderheim für schwer erziehbare, psychisch auffällige und auch zurückgebliebene Kinder.
1925 waren sowohl ihre leiblichen Kinder als auch viele Pflegekinder in einem Alter, in dem über ihre weitere schulische Bildung entschieden werden musste. Da Weimersheimer das staatliche Schulwesen dafür als nicht geeignet ansah, entstand die Idee zur Gründung eines eigenen Landschulheims. Ihre Brüder Fritz und Willi Essinger kauften in der Nähe von Clara Weimersheimers Haus ein weiteres Grundstück, auf dem die neue Schule errichtet werden sollte. Als Leiter hierfür fand sie den Lehrer Ludwig Wunder, der 1924 das von ihm mitgegründete Landerziehungsheim Walkemühle verlassen hatte.
Um Wunders Aktivitäten in Herrlingen ranken sich unterschiedliche Geschichten. Vielfach ist der Hinweis zu finden, er sei der Gründer des dortigen Landschulheims gewesen oder habe in Herrlingen ein Landerziehungsheim gegründet. So heißt es etwa im „Landeskundlichen Informationssystem für Baden-Württemberg“ (LEO-BW): „1925 Gründung des Landerziehungsheims Herrlingen bei Ulm zusammen mit Claire Weimersheimer.“ Ein paar Absätze weiter: „Wunder unternahm anschließend einen zweiten Versuch einer Schulgründung in Herrlingen bei Ulm. Zusammen mit Claire Weimersheimer (1883–1963) wollte er ihr dortiges Kinderheim im Frühjahr 1925 zu einem Landerziehungsheim ausbauen. Doch scheiterte dieses Projekt an der Finanzierung. […] Wunder übertrug seine Planungen im Sommer 1925 auf den Beeghof bei Crailsheim und im Herbst 1926 auf das Schloss Michelbach, ein unbewohntes Spätrenaissanceschloss.“
Auch Sara Giebeler erwähnt ein von Wunder gegründetes Landerziehungsheim Herrlingen, um dann fortzufahren: „Wunder sollte eine dem Kinderheim angegliederte Schule gründen und leiten. Die Leitung sollte sich an den neuen reformpädagogischen Grundlagen orientieren, es sollte zunächst eine Versuchsschule sein. Dieser Versuch mißlang allerdings schon sechs Wochen nach der Erteilung der Erlaubnis für diese Schule. Die Ursachen dafür waren nicht ganz klar. Vermutlich steckten persönliche Probleme dahinter, denn finanziell wurde alles von den Brüdern Essinger abgesichert.“ Auch Wunders Abschied von der Walkenmühle beruhte auf eher persönlichen Gründen.
Die Verwirklichung der Idee gelang dann mit familiärer Unterstützung, allen voran Anna Essinger.
Anna Essinger war in den USA zur Lehrerin ausgebildet worden und brachte somit die Voraussetzungen mit, um eine Schule zu leiten. Ihr und Clara Weimersheimer zur Seite stand eine dritte Schwester, Paula Essinger (* 1892 – 1975). Sie hatte Erfahrungen in der Krankenpflege und Haushaltsführung und hatte in einem Berliner Privathaushalt Erfahrungen in der Erziehung schwieriger Kinder gesammelt. Paula sollte als Hausmutter im Landschulheim Herrlingen arbeiteten. Später, in England, stieß dann auch noch die vierte Schwester, Bertha Kahn, dazu, die nach 1933 bei Grenoble das Kinderheim „Le chalet“ gegründet hatte. Sie wurde, wie Paula, Hausmutter der Bunce Court School.
Ebenso bedeutsam für das Gelingen des Projekts war aber auch die Unterstützung durch die schon erwähnten Brüder Fritz und Willi Essinger, die für den finanziellen Rückhalt sorgten. Über Willi Essinger ist kaum mehr bekannt, als dass er am 2. Juni 1960 am Grab seiner Schwester Anna eine Rede gehalten hat. Fritz Essinger wurde vermutlich 1888 geboren. Nach Sara Giebeler war er es, der das väterliche Unternehmen (vermutlich ein Versicherungsbüro) „zum Erfolg gebracht hat“. Außer der mehrfachen Erwähnung seiner Rolle bei der Finanzierung der Schulbauten tritt er erst wieder 1939 bei dem Versuch in Erscheinung, diese zu verkaufen. Zu dem Zeitpunkt lebte er aber bereits nicht mehr in Deutschland. Pinchas Erlanger berichtet in seinen Erinnerungen davon, dass die seit 1938 „in Ramat Gan bei Tel Aviv lebenden Verwandten Fritz und Hanna Essinger, geb. Herrmann,“ ihm zum Einreisevisum nach Palästina verholfen hätten. In Palästina hat er dann wohl auch wieder im Versicherungsgewerbe gearbeitet, wie eine Meldung in The Palestine Gazette vom 21. März 1940 vermuten lässt. Dort wird nämlich von der Gründung einer „Insurance and financial agency“ am 6. Februar 1940 durch Fritz Essinger aus Ramat Gan und Julius Kahn aus Tel Aviv berichtet.
Anna Essinger bereitete sich durch Besuche bei anderen Landerziehungsheimen, darunter der Odenwaldschule auf die Neugründung vor. Dabei lernte sie auch Käthe Hamburg (siehe unten) kennen. Offenbar wollte Anna Essinger aber zu dieser Zeit noch nicht alleine die Verantwortung für das Projekt übernehmen, denn es wurde auch noch nach einem geeigneten Schulleiter gesucht. Gefunden hierfür wurde der Studienassessor Wilhelm Geyer, dem „am 19. Januar 1926 die Erlaubnis erteilt wurde, eine private Versuchsschule einzurichten“. Mit ihm zusammen veröffentlichte Anna und Paula Essinger im Frühjahr 1926, kurz vor Abschluss der Bauarbeiten für das neue Schulgebäude, die Broschüre Das „Landschulheim Herrlingen soll Ostern 1926 eröffnet werden“.
Am 1. Mai 1926 konnte das Landschulheim Herrlingen tatsächlich in einem neuen Gebäude an der Wippinger Steige 28 (heute: Erwin-Rommel-Steige 50) (Lage) eröffnet werden. In die Baugeschichte des Hauses war offenbar auch Erich Mendelsohn involviert, dessen Tochter Esther sich 1925 in der Obhut von Clara Weimersheimer („Weimersheimermümchen“) befand. In einem Brief vom 11./12. Juli 1925 an seine Frau Luise, die sich zur Kur in St. Moritz aufhielt, schreibt er: „Das Herrlingen-Landerziehungsheim wird nicht gebaut, sondern zieht ins Schloß Oberherrlingen […]. Glück für Frau Dr. W.“
Es kam aber doch zu einem Neubau, und der wurde finanziert von Fritz Essinger. Zur Eröffnung waren prominente Gäste erschienen, so Theodor Heuss und der württembergische Ministerialrat und spätere Mitbegründer der Reichsvertretung der Deutschen Juden, Otto Hirsch. Zugegen waren auch die Oberbürgermeister von Ulm und Göppingen.

## Unter Anna Essingers Leitung
Das neu gegründete Landschulheim war die erste reformpädagogische Einrichtung in Württemberg, und der dafür errichtete Neubau (48° 25′ 11,1″ N, 9° 53′ 26,7″ O), ein Holzbau, enthielt viele für die damalige Zeit nicht selbstverständliche Einrichtungen:

„Auf jedem Stockwerk gibt es einen Bade- und Waschraum, in dem es ständig warmes Wasser gibt. Außerdem befindet sich in jedem Raum eine Warmwasserheizung.
Im obersten Stockwerk sind die Kinder in Drei- bis Vierbettzimmern untergebracht. Jedes Zimmer hat hübsche Schleiflackmöbel, passende Vorhänge und handgewebte Decken. Die möblierten Lehrerzimmer sind auch auf diesem Stock.
Im ersten Stockwerk befinden sich die Klassenräume und eine große Halle, die sowohl zum Essen als auch für kulturelle Aktivitäten genutzt werden kann. In dieser Halle werden Konzerte und Feste veranstaltet sowie Theaterstücke aufgeführt.
Im Erdgeschoß ist die modern eingerichtete Küche untergebracht, die mit den neuesten Geräten ausgestattet ist.“

Der Start erfolgte mit 18 Kindern im Alter von sechs bis zwölf Jahren, doch wuchs die Zahl der Schülerinnen und Schüler sehr rasch. Bereits 1928 musste deshalb ein weiteres Haus hinzugemietet werden, Haus Breitenfels an der Wippinger Steige 13, das 1932 dann käuflich erworben wurde. Zuvor hatte in diesem Haus von 1921 bis 1926 die Kunsthistorikerin und Lyrikerin Gertrud Kantorowicz gelebt. Dieses Haus, das 1929 durch einen Anbau am dazugehörigen Pförtner- bzw. Gärtnerhauses erweitert wurde, hat in den Folgejahren eine wechselvolle Geschichte erlebt. „Es wurde zu Landschulheimzeiten als ‚Haus Breitenfels‘ oder als ‚Martin-Buber-Haus‘ und wegen der Unterbringung der Familie des Generalfeldmarschalls von 1943 bis 1945 auch als ‚Rommel-Villa‘ bezeichnet.“

Anna Essinger orientierte sich an der Reformpädagogik und an der Montessoripädagogik. Für letztere war ab 1930 vor allem eine Grundschullehrerin, Fräulein Römer, verantwortlich:

„Mit ihrer Hilfe will Anna Essinger die Grundschule mit ihren mittlerweile 30 Schülern nach und nach auf die Montessori-Methode umstellen. Die Genehmigung dafür wurde erteilt. Fräulein Römer hatte bisher sieben Jahre in der Volksschule unterrichtet und gestaltete daran anschließend weitere drei Jahre ihren Unterricht nach der Montessori-Methode. Zuletzt war sie an der Reformschule Frankfurt a. M. tätig.“

Anna Essinger legte vor allem Wert auf das gemeinschaftliche Leben, Erleben und Lernen. Jeder Einzelne, ob Lehrer oder Schüler, sollte sich der Gemeinschaft gegenüber verantwortlich fühlen. In Herrlingen wurde Koedukation praktiziert. Zwischen den Lehrern und Schülern, die im Heim wohnten, war das Du selbstverständlich. Die Kinder lernten vom ersten Schultag an gleichzeitig zwei Sprachen: Englisch und Deutsch oder Französisch und Deutsch, wobei der Schwerpunkt auf dem gesprochenen, nicht dem geschriebenen Wort lag.
Auf die Leibesertüchtigung und die Hygiene wurde großer Wert gelegt. Das Lernen war mehr ein gelebtes Lernen, sei es bei den täglichen Waldläufen, durch die Ämter, welche die Schüler im und um das Haus innehatten, oder auch beim Essen: So gab es besondere Esstische wie den englischen und französischen Tisch, an denen während der Mahlzeiten in der jeweiligen Sprache kommuniziert wurde. Auch die musische Erziehung wurde besonders betont. Neben Malen, Zeichnen und Werken wurde auch Musizieren, Singen und Theater geboten, „und die theoretischen Kenntnisse des Vormittagsunterrichts wurden nachmittags dann in die Praxis umgesetzt.“
Wie sehr die handwerklichen und künstlerischen Fähigkeiten der Kinder durch eine enge Verzahnung von theoretischer und praktischer Ausbildung gefördert wurden, illustriert das Beispiel des „Bubenhauses“. Es „wurde als gemeinsames Projekt von Lehrern und Schülern 1932 in Eigenarbeit, unter Mithilfe von Facharbeitern, gebaut.“ Dieses Haus an der Wippinger Steige 11 war auch als „House of Lords“ bekannt. In ihm wohnten nach seiner Fertigstellung, trotz der praktizierten Koedukation, ausschließlich die größeren Jungen mit einem Lehrer zusammen.
Eine Besonderheit war, dass auf das übliche Notensystem verzichtet wurde. Es wurden stattdessen Beurteilungen erstellt, die über die individuelle Entwicklung des einzelnen Kindes Auskunft gaben. Diese erhielten die Schüler in mündlicher, die Eltern in schriftlicher Form. Und im Unterschied zur staatlichen Schule wurden die Kinder nicht in Klassen unterrichtet, sondern in Gruppen, wobei einzelne „Themen in Epochen in Voll- bzw. Doppelstunden unterrichtet wurden. Die Gruppen umfassten jeweils zwei bis drei Jahrgänge. Für die Zugehörigkeit zu einer Gruppe war die Entwicklungsreife entscheidend, so dass sich die Schüler gegenseitig helfen und Vorbild sein konnten. Der Lehrer blieb in der Position eines Beraters, trat aber im Unterricht völlig in den Hintergrund, während den Schülern die Initiative überlassen blieb. Sie sollten in größtmöglicher Selbstständigkeit arbeiten.“
Anna Essinger entstammte einer jüdischen Familie und war seit ihrem USA-Aufenthalt den Quäkern verbunden. Im Landschulheim aber spielte Religion vor 1933 nur eine untergeordnete Rolle – selbst angesichts der Tatsache, dass bis dahin etwa zwei Drittel der Kinder christlichen Glaubens waren und ein Drittel jüdischen Glaubens. Dieses Verhältnis kehrte sich nach der sogenannten Machtergreifung um, weil die christlichen Kinder von ihren Eltern von der Schule abgemeldet wurden. Aber auch dies machte die Schule nicht zu einer jüdischen Schule. Dieser Schritt wurde erst nach Anna Essingers Emigration vollzogen, in dem die in Herrlingen verbliebene Einrichtung unter Hugo Rosenthal bewusst (und notgedrungen) als Jüdisches Landschulheim Herrlingen weitergeführt wurde. Anna Essinger hielt auch an der von ihr gegründeten Nachfolgeeinrichtung, der Bunce Court School an ihrem Konzept der religiösen Neutralität fest, was ihr Kritik von jenen Eintrug, denen eine Stärkung der jüdischen Identität lieber gewesen wäre.

## Die Lehrerschaft
Das Schulkonzept legt es nahe, dass es kaum mit herkömmlich ausgebildeten Lehrkräften realisierbar gewesen wäre. Es wurden deshalb überwiegend sehr junge Lehrerinnen und Lehrer angestellt, wobei „nicht allein Fachwissen […] entscheidend für eine Anstellung [war], sondern das Interesse an der ganzheitlichen Bildung der Kinder. […] Bis zur Schließung des Landschulheims, waren ca. 46 Lehrer und Lehrerinnen dort tätig.“
Die Bezahlung am Landschulheim war egalitär – sicher auch aufgrund der angespannten materiellen Verhältnisse, aber auch aus Überzeugung: „Alle Beschäftigten im Landschulheim, Lehrer, Hausmütter, Gärtner und die Köchin, bekamen dasselbe Gehalt. Den Kindern sollte klar gemacht werden, dass körperliche und geistige Arbeit den gleichen Wert haben.“
Zwischen 1926 und 1933 waren ungefähr 46 Lehrkräfte am Landschulheim beschäftigt. Über einige von ihnen finden sich Informationen bei Sara Giebeler:
- Wilhelm Geyer als erster pädagogischer Leiter wurde bereits erwähnt. Er schied, vermutlich wegen seiner Uneinigkeit mit Anna Essinger, aus. Sein Nachfolger wurde
- Karl Henninger, der 1928 als technischer Schulleiter anfing. „Doch das blieb nicht lange so, denn schon im April desselben Jahres übernimmt Anna Essinger, die bis dahin die wirtschaftliche Leitung der Schule innehatte, das Amt der Schulleiterin.“[2]
- Fräulein Römer als Montessori-Fachkraft wurde ebenfalls bereits erwähnt.
- Der Religionslehrer Martin Schwarz war ebenso an der geheimen Auswanderungsaktion beteiligt wie Hanna Bergas (siehe unten).
- Ruth Hamburg, die Schwester von Käthe Hamburg, habe über ein Musikzimmer im Haus Breitenfels verfügt, was wohl bedeutet, dass sie auch Musik unterrichtet hat. Wenn Giebeler an anderer Stelle allerdings erwähnt, „daß der Musikunterricht von einer echten Musikerin erteilt wurde“, bleibt offen, ob es sich dabei um Ruth Hamburg gehandelt hat.[2]
- Aus der Zeit Geyers werden von Giebeler auch noch zwei „Unterlehrer“ erwähnt, Karl Schramm und Leonhard Wolfmeyer. Bei letzterem handelt es sich möglicherweise um den Lehrer und Ortsgruppenleiter Leonhard Wolfmeyer, der 1945 als einer der Männer von Brettheim, die einige Hitlerjungen entwaffnet hatten, gehängt worden war.
- Ruth Bang war ca. 2 Jahre u. a. als Lehrerin für Fremdsprachen tätig.

### Käthe Hamburg
Käthe Hamburg (1893–1951) „wurde als Tochter eines russischen jüdischen Arztes in Berlin geboren. Nach dem Abitur studierte sie in Berlin, Freiburg und Marburg Mathematik und Philosophie. 1914 bestand sie ihr Lehrerinnenexamen. Bis 1917 arbeitete sie in einem militärischen Krankenhaus und übernahm anschließend die Leitung der Krankenstation an der Odenwaldschule Paul Geheebs. Dies war ihre erste Begegnung mit dem Leben in einem reformpädagogischen Landschulheim.“ Von 1921 bis 1927 betrieb sie ein Kinderheim in Oberwiehl im Schwarzwald. Von da aus zog sie 1927 „nach Herrlingen. Auch sie wollte für ihre sieben Pflegekinder keinen staatlichen Schulunterricht. Weil sie als Mathematikerin und Philosophin am Landerziehungsheim unentgeltlich unterrichtete, konnten ihre Schützlinge dort zur Schule gehen ohne Schulgeld zahlen zu müssen.“
Das Kinderheim von Käthe Hamburg bestand noch bis 1939. Sie organisierte die sichere Unterbringung ihrer Schützlinge und ermöglichte dem einzigen jüdischen Pflegekind die Ausreise nach Palästina. Unterstützt von den Quäkern wanderte sie selber nach England aus. Sie arbeitete anfangs in einem Haushalt, wodurch sie sich stark überfordert fühlte. Im Anschluss an diese Tätigkeit ging sie an die Bunce Court School,
wo sie von 1940 bis 1942 als Hausmutter und Lehrerin mitarbeitete. „1942 übernahm sie in Manchester die Leitung eines Flüchtlingsheims der Quäker. Ab 1947 arbeitete sie bis zu ihrem Tod am 1. Januar 1951 in einem Altersheim“ der Quäker in Gerrards Cross bei London.

### Hanna Bergas
Hanna Bergas (* 11. März 1900 – 11. Januar 1987) kam erst kurz vor der Übersiedelung des Landschulheims nach England an die Schule und war maßgeblich an der Organisation der Übersiedelung sowie am Aufbau der Bunce Court School beteiligt.

### Adolf Prag
Erwähnung findet er bei Feidel-Mertz: „In Alt- wie in Neu-Herrlingen hat Dr. Adolf Prag als Mathematiklehrer einigen pädagogischen Einfluß ausgeübt, bevor er eine Professur in Cambridge erhielt.“
Adolf Prag (* 27. Juni 1906 in Baden-Oos – 27. März 2004 in Oxford) wuchs in Frankfurt am Main auf, wohin seine Familie bald nach seiner Geburt gezogen war. Prag besuchte hier das Goethe-Gymnasium und studierte anschließend von 1925 bis 1929 Mathematik an der noch jungen Frankfurter Universität. 1929 legte er das Staatsexamen für das Lehramt ab, wozu er eine vielbeachtete mathematik-historische Arbeit über den Oxforder Mathematiker John Wallis vorlegte.
Prag absolvierte ein zweijähriges Referendariat. Weil er als Jude für sich keine Chance für eine dauerhafte Beschäftigung im Staatsdienst sah, entschied er sich 1931, das Angebot von Anna Essinger anzunehmen und als Assessor in Herrlingen anzufangen. 1933 ging er mit an die Bunce Court School und wurde später dort stellvertretender Schulleiter.
In der Bunce Court School lernte Adolf Prag 1937 die ebenfalls emigrierte Frede Warburg (* 23. November 1904 in Hamburg – 12. Mai 2004 in Oxford) kennen. Die promovierte Anglistin war die Tochter von Aby Warburg und Mary Warburg. Prag und Warburg heirateten am 19. November 1938. Fredes Bruder, Max Adolph Warburg, war zu dieser Zeit Lehrer an der Quäkerschule Eerde.
Am 19. Juni 1940 wurde das Ehepaar Prag auf der Isle of Man interniert. Nach seiner Freilassung unterrichtete Adolf Prag vertretungsweise mehrere Jahre an englischen Schulen, bevor er 1946 eine Festanstellung an der Westminster School in London erhielt. Deren Bibliothek bot ihm vielfältiges Material für weitere mathematik-historische Studien. Diese wissenschaftliche Arbeit setzte er auch nach seiner Pensionierung im Jahre 1966 fort.
Adolf Prag, der in Frankfurt zusammen mit Ruth Moufang und Hans Heinrich Wilhelm Magnus bei Max Dehn studiert hatte, hielt diese frühen Kontakte sein Leben lang aufrecht, und seit 1965 war er auch regelmäßig Gast und Vortragender am Mathematischen Forschungsinstitut Oberwolfach. Seine Bedeutung für die Mathematik würdigt Emil Fellmann in einem Nachruf: „In scheinbarem Widerspruch zur – äusserlichen – Spärlichkeit seiner Publikationsliste […] war Prags Wirksamkeit für die Geschichte der Mathematik von ungewöhnlicher Fertilität – eine Tatsache, die jedem bewusst ist, der diesen höchst sympathischen, überaus bescheidenen und stets hilfsbereiten Menschen näher gekannt hat. Die numerisch kleine Opuszahl erklärt sich allerdings sehr leicht durch die Machtübernahme der Nazis in Deutschland, wodurch A. Prag (als Jude) in die Emigration gedrängt wurde.“

## Schülerschaft
In den sieben Jahren seiner Existenz wurde das Landschulheim Herrlingen von insgesamt 223 Kindern besucht. Auch über sie ist wenig bekannt. Als prominentester Schüler gilt allgemein Wolfgang Leonhard, der die Schule während des Jahres 1932 besuchte. Die Zusammensetzung der Schülerschaft skizziert Sara Giebeler:

„Wie schon erwähnt, gingen die Kinder des Erholungskinderheimes der Klar Weimersheimer von Anfang an ins Landschulheim. Ein Jahr später kamen dann die Kinder des Waldheimes der Käthe Hamburg hinzu. Neben Heimkindern wurde das Landschulheim aber auch von Jungen und Mädchen besucht, die aus sogenannten Ein-Eltern-Familien stammten, unehelich waren oder von ihren Eltern nach Herrlingen geschickt wurden, da diese selber aus beruflichen Gründen häufig reisen oder umziehen mußten. So gingen also Kinder von Diplomaten, Dirigenten, Sängerinnen, Schriftstellern, Politikern, Schauspielern und Musikern ins Landschulheim. Der Göppinger Bürgermeister schickte sein Kind hierher, genauso wie ein reicher Berliner Fabrikant oder ein Redakteur des sozialistischen Vorwärts. Es gab auch ein paar Kinder aus Herrlingen selber. Die unterschiedliche Herkunft der einzelnen Kinder stellte einen besonderen Reiz dar und verlangten sehr viel von den Lehrern.“

 In dem Zusammenhang ist auch religiöse Herkunft der Schülerinnen und Schüler interessant. Giebeler geht davon aus, dass bis 1933 „ein Drittel jüdischer Kinder und zwei Drittel christliche Kinder“ die Schule besucht hätten. Nach Ostern 1933 sei sich dann dieses Verhältnis genau umgekehrt gewesen, vor allem auch deshalb, weil nach den Osterferien viele christliche Kinder nicht mehr an die Schule zurückgekehrt seien.
Anna Essingers erste Schülerin sei „Suse Felix […], später Susanne Trachsler-Lehmann,“ gewesen. Bei ihr handelt es sich um die spätere Schauspielerin Susanne Trachsler-Lehmann (1920–2012). Ihre Eltern waren der deutsche Schauspieler Kurt Abraham und die deutsch-schweizerische Lehrerin und Operettensängerin Leonie Woringer. Aufgrund der unsteten Lebensweisen der Eltern wurde die „kleine Susi […] herumgeschoben und landete schliesslich im Landschulheim Essinger in Herrlingen. Dort war sie die Schülerin von Anna Essinger, die ihr «intellektuelle Neugier, Autorität ohne Gewalt, Respekt und Solidarität, den Mut zum eigenen Denken, Lebensfreude, Sport, Fremdsprachen, auf Bäume zu klettern» beibrachte.“ Das Kind konnte später ein katholisches Mädchengymnasium besuchen und eine Schauspielausbildung in Zürich beginnen. Da Susanne aufgrund der verwickelten Familiensituation über keinen Pass verfügte, hatte sie während des Zweiten Weltkriegs Schwierigkeiten, sich in der Schweiz aufzuhalten. Nach dem Krieg wurde sie von den Briten aus Deutschland ausgewiesen, da sie keinen deutschen Pass besaß, erkrankte an Tuberkulose und verbrachte eine Zeit in einem Schweizer Sanatorium. Erst in den fünfziger Jahren konnte sie dann in der Schweiz als Schauspielerin Fuß fassen. Sie starb am 8. Dezember 2012 in Zürich. Von Susanne Trachsler-Lehmann stammt das Erinnerungsbuch „… ich bin gesund und kann gut rechnen …“ an ihre Zeit in Herrlingen.

## Das Ende
Am 1. April 1933 startet die nationalsozialistische Regierung den deutschlandweit durchgeführten „Judenboykott“ und damit die Verdrängung der deutschen Juden aus dem öffentlichen Leben. Auf dieses Datum bezieht sich Anna Essinger, wenngleich sie es mit dem 30. Januar 1933, dem Tag der nationalsozialistischen Machtergreifung zu verwechseln scheint. Das Datum symbolisiert für sie in ihren Erinnerungen aus der Mitte der 1940er Jahre den Ausgangspunkt für ihre Entscheidung, das Landschulheim Herrlingen aus Deutschland auszulagern:

„Als Hitler am 1. April 1933 (sic) in Deutschland die Macht übemahm, glaubten viele Leute, daß diese Art von Regime nicht lange währen könne. Wir hatten damals eine Schule auf der Schwäbischen Alb in der Nähe des Donautals. Im Dorf besaßen wir viele Freunde, aber alles, was in Deutschland am 1. April 1933 geschah, fand selbst in diesem abgeschiedenen Ort seinen Widerhall. Mir schien Deutschland nicht länger ein Ort zu sein, an dem man Kinder in Ehrlickeit und Freiheit großziehen konnte, und ich beschloß damals, für unsere Schule eine andere Heimat zu suchen. Zuerst wurden in der Schweiz Nachforschungen angestellt, dann in Holland, und im Juni kam ich zum erstenmal nach England. Ich hatte hier schon einige Freunde und fand neue. Nach Beratschlagungen mit vielen Leuten wurde beschlossen, die Schule nach England zu verlegen. Weder das (englische; Anm. d. Übers.) Kultus- noch das Arbeitsministerium erhoben Einspruch dagegen, und das Innenministerium gab die erforderliche Genehmigung.“

Um in Deutschland kein Aufsehen zu erregen, wurde die Aktion gut vorbereitet und mit dem Ende der Sommerferien 1933 koordiniert: Nach den Ferien im Sommer 1933 kamen die Schüler nicht mehr nach Herrlingen zurück. An verschiedenen Orten in Deutschland sammelten sich 65 Kinder in drei, als Klassenfahrt getarnten Gruppen. Im belgischen Ostende trafen sie sich und setzten am 5. Oktober 1933 nach Dover über. Am nächsten Tag begann bereits der Unterricht in „New Herrlingen“, später „Bunce Court“ genannt. An verschiedenen Orten bestand die Schule dann bis 1948.
Zu den sechs Erwachsenen, die die Kinder begleiteten, gehörten Anna Essingers Schwester Paula, der Religionslehrer Martin Schwarz und Hanna Bergas. Auch für Bergas war der 1. April 1933 das entscheidende Datum, ab dem sich alles änderte. Ihre Erinnerungen beginnen mit dem Satz: „Jeder in Deutschland wusste, dass am 1. April 1933 die Gesetze des Nationalsozialismus umgesetzt werden sollten. Wir haben an diesem Tag die Kraft und Geschwindigkeit erlebt, mit der es passiert ist.“

## Das Jüdische Landschulheim Herrlingen
Anna Essinger hatte nicht nur den Fortbestand ihres Landschulheims in England im Blick, sondern dachte auch an das, was sie in Deutschland zurücklassen musste. Sie schloss die Schule nicht, sondern beantragte deren Weiterführung als jüdische Privatschule. Sie erhielt dafür die Erlaubnis des Ministeriums und „fand in dem zionistisch orientierten Pädagogen Hugo Rosenthal einen neuen Schulleiter, der die Schule ab Oktober 1933 als Jüdisches Landschulheim weiterführte.“ Damit beginnt die Geschichte des „Jüdischen Landschulheims Herrlingen“.